# Lefroya acutipennis
Lefroya acutipennis är en insektsart som beskrevs av Kirby, W.F. 1914. Lefroya acutipennis ingår i släktet Lefroya och familjen gräshoppor. Inga underarter finns listade i Catalogue of Life.